# کلاد هالبرت
کلاد هالبرت (انگلیسی: Claude Hulbert؛ ‏ ۲۵ دسامبر ۱۹۰۰ – ۲۳ ژانویهٔ ۱۹۶۴) بازیگر و کمدین اهل بریتانیا بود. وی بین سال‌های ۱۹۲۰ تا ۱۹۶۱ میلادی فعالیت می‌کرد.
از فیلم‌ها یا برنامه‌های تلویزیونی که وی در آن نقش داشته‌است، می‌توان به گرزه‌مار، کرکس، آلیس در سرزمین عجایب، دختر دارای مال و منال، شامپاین و کسب‌وکار حسابی اشاره کرد.